# 訃報 1971年11月
訃報 1971年11月（ふほう 1971ねん11がつ）では、1971年（昭和46年）11月中に物故した、又は物故が報じられた人物についてまとめる。

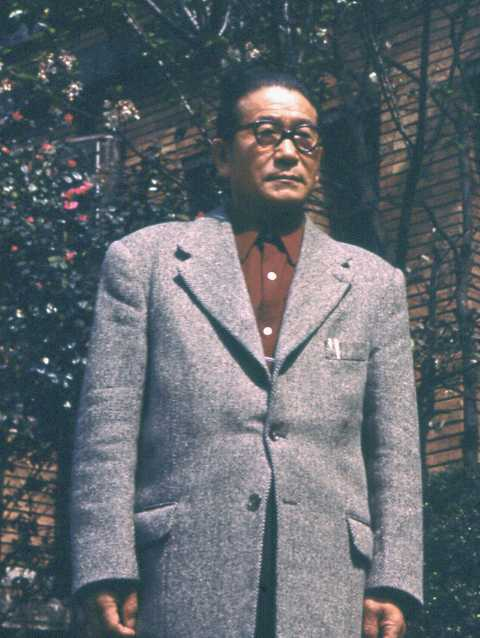
平賀亀祐 / 11月4日没

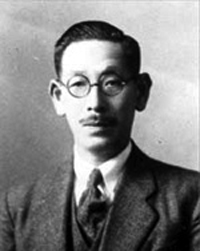
金田一京助 / 11月14日没

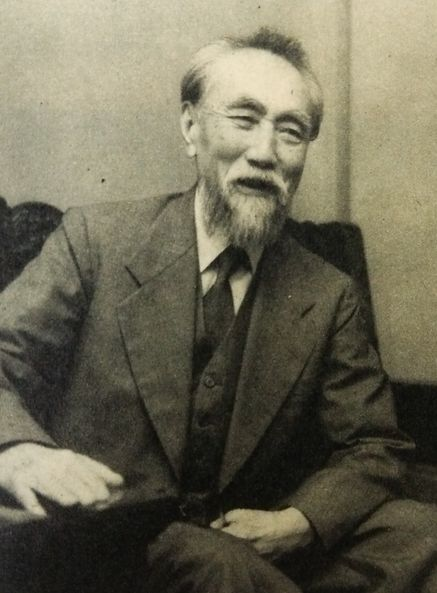
畠山一清 / 11月17日没

## （1日 - 15日）
- 11月1日 - ミハイル・ロンム、映画監督・脚本家（*1901年）
- 11月2日 - 野田九甫、日本画家（* 1879年）
- 11月2日 - ヒャルマル・アンデション、陸上競技選手（* 1889年）
- 11月4日 - 平賀亀祐、画家（* 1889年）
- 11月5日 - 久保寺逸彦、アイヌ文化・アイヌ語の研究者（* 1902年）
- 11月7日 - 関四郎五郎、洋画家（* 1908年）
- 11月7日 - 戸叶里子、政治家（* 1908年）
- 11月7日 - モーリス・エウィット、ヴァイオリン奏者・指揮者（* 1884年）
- 1月7日 - 滝一夫、陶芸家（* 1910年）
- 11月8日 - 谷水信夫、実業家（* 1912年）
- 11月8日 - 川崎末五郎、内務官僚・政治家（* 1892年）
- 11月8日 - 中馬馨、政治家（* 1904年）
- 11月8日 - 三角寛、小説家（* 1903年）
- 11月10日 - 瀬木博信、実業家・博報堂元社長（* 1903年）
- 11月11日 - 藤倉武男、政治家（* 1900年）
- 11月12日 - 九代富士松加賀太夫、新内節（* 1889年）
- 11月12日 - ディートリヒ・クラゲス、政治家（* 1891年）
- 11月13日 - 松原喜之次、政治家（* 1895年）
- 11月13日 - 紀藤常亮、政治家（* 1899年）
- 11月14日 - 金田一京助、言語学者（* 1882年）
- 11月14日 - 谷口慶吉、農業協同組合指導者・政治家（* 1901年）
- 11月15日 - ルドルフ・アベル、職業的諜報員（* 1903年）

## （16日 - 30日）
- 11月16日 - イーディ・セジウィック、女優、モデル（*1943年）
- 11月16日 - 山田定義、海軍軍人（* 1892年）
- 11月17日 - 白岩亮治、大相撲力士（* 1890年）
- 11月17日 - 畠山一清、実業家（* 1881年）
- 11月17日 - グラディス・クーパー、女優（* 1888年）
- 11月18日 - 趙毓松、政治家・ジャーナリスト（* 1897年）
- 11月19日 - 真鍋頼一、日本基督教団の牧師（* 1887年）
- 11月19日 - 内山岩太郎、政治家（* 1890年）
- 11月22日 - 駒井和愛、考古学者（* 1905年）
- 11月23日 - 草鹿龍之介、海軍軍人（* 1892年）
- 11月23日 - 落合甚九郎、陸軍軍人（* 1892年）
- 11月23日 - 趙恒惕、軍人（* 1880年）
- 11月24日 - 加勢清雄、内務・警察官僚・実業家（* 1882年）
- 11月24日 - 大島堅造、実業家（* 1887年）
- 11月28日 - 塩田良平、国文学者・随筆家（* 1899年）